# Plaza de los Mártires (Beirut)
La plaza de los Mártires (en árabe: ساحة الشهداء‎) es una plaza que incluye una estatua inaugurada en 1960, en el corazón del centro de Beirut, Líbano, junto a la Mezquita de Mohammed Al-Amin.
Su estatua central honra a los nacionalistas libaneses que fueron colgados durante la Primera Guerra Mundial por los otomanos.
La plaza de los mártires es un lugar común para las protestas y manifestaciones, entre las manifestaciones más notables se encuentran las protestas de 2005 contra el gobierno de Siria y las de la Revolución de los Cedros de la oposición en 2007 contra el gobierno liderado por Hezbolá y el movimiento Patriótico Libre.